# おんなの劇場
『おんなの劇場』（おんなのげきじょう）は、1969年4月4日から1971年3月26日までフジテレビ系列局が編成していたフジテレビ製作のテレビドラマ枠である。初作品『五瓣の椿』から全てカラー放送である。

## 編成時間
いずれも日本標準時。
- 金曜 21:30 - 22:30 （1969年6月まで）
- 金曜 21:30 - 22:26 （1969年7月以降）

## 放送作品一覧
- 五瓣の椿（1969年　主演：藤純子）
- 乱舞（1969年　主演：池内淳子）
- 宵待草[1]（1969年7月 - 8月[2]　主演：佐久間良子）
- 堀川波の鼓（1969年8月、原作：近松門左衛門　主演：岸恵子）
- 霧の旗（1969年8月 - 9月、原作：松本清張、主演：栗原小巻 ）
- 離縁（1969年10月、原作：山本周五郎　主演：新珠三千代）
- 徳川秀忠の妻（1969年10月 - 12月、原作：吉屋信子、主演：岡田茉莉子 ）
- 出雲の女（1969年12月、出演：森光子 ほか）
- 振袖御殿（1970年1月 - 2月、主演：藤純子）
- 春の雪 （1970年2月27日 - 4月3日、原作：三島由紀夫、主演：吉永小百合 ）
- 吉野太夫（主演：山本富士子）
- 女舞　（主演：三田佳子）
- 薪能（1970年6月 - 7月、原作：立原正秋、主演：浅丘ルリ子）
- 柳橋物語（主演：藤純子）
- 女系家族（1970年8月 - 9月、原作：山崎豊子、出演：松山容子 ほか）
- みだれ扇（主演：司葉子）
- 青春の挽歌（1970年11月）
- 霧氷の影（1970年12月、原作：松本清張、出演：浜美枝 ほか）
- 昼と夜の巡礼（1971年1月、原作：黒岩重吾）
- 死の接吻
- 女の日時計（1971年3月、原作：田辺聖子、出演：佐久間良子 ほか）

## 放送局
特記の無い限り放送時間は全て金曜 21:30 - 22:30 → 金曜 21:30 - 22:26、同時ネット。
- フジテレビ（制作局）
- 札幌テレビ：木曜 17:05 - 18:00[3]
- 岩手放送：日曜 22:30 - 23:26（約5か月遅れ[4]）
- 秋田テレビ（1969年10月開局時から）[5]
- 山形テレビ（1970年4月開局時から）[6]
- 仙台放送（1970年10月から[7]）
- 新潟総合テレビ：土曜 13:00 - 13:55（約3か月遅れ[8]）
- 富山テレビ[9]
- 石川テレビ[9]
- 長野放送[10]
- 山梨放送：日曜 22:30 - 23:26（約3か月遅れ[11]）
- テレビ静岡[12]
- 東海テレビ[13]
- 関西テレビ[14]
- 島根放送（1970年4月開局時から）[15]
- 岡山放送[16]
- テレビ愛媛（1969年12月開局時から）[17]
- テレビ西日本[18]
- サガテレビ[19]
- テレビ熊本[18]
- テレビ大分（1970年4月開局時から）[17]
- テレビ宮崎（1970年4月開局時から）[20]